# C. R. Johnson
Charles Russell Johnson III (Truckee, Califórnia, 10 de agosto de 1983 – Squaw Valley, 24 de fevereiro de 2010) foi um esquiador norte-americano e um dos pioneiros no movimento freeskiing.